# Ann Strother
Ann Elise Strother (Castle Rock, 11 dicembre 1983) è un'ex cestista e dirigente sportiva statunitense, professionista nella WNBA.

## Carriera
È stata selezionata dalle Houston Comets al secondo giro del Draft WNBA 2006 (15ª scelta assoluta).
Con gli Stati Uniti ha disputato i Giochi panamericani di Santo Domingo 2003.

## Palmarès
- 2 volte campionessa NCAA (2003, 2004)
- Mondiali 3x3: 1
Atene 2012.